# Dhali
Dhali es una ciudad y nagar Panchayat situada en el distrito de Tirupur en el estado de Tamil Nadu (India). Su población es de 5874 habitantes (2011).

## Demografía
Según el censo de 2011 la población de Dhali era de 5874 habitantes, de los cuales 2920 eran hombres y 2954 eran mujeres. Dhali tiene una tasa media de alfabetización del 73,45%, inferior a la media estatal del 80,09%: la alfabetización masculina es del 80,87%, y la alfabetización femenina del 66,06%.